# Capo Brow

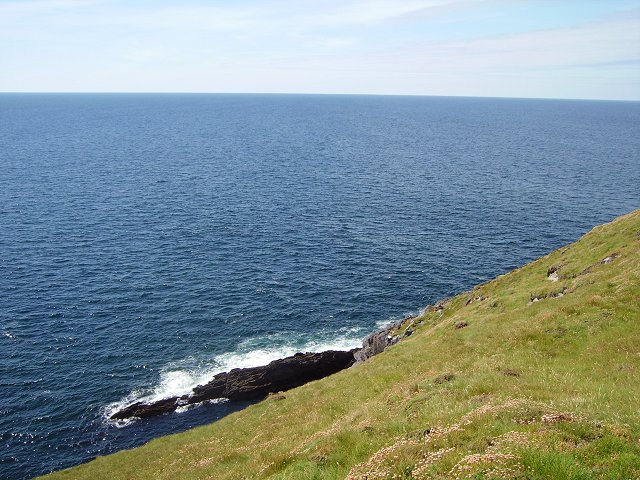

Il capo Brow (in inglese Brow Head, in gaelico irlandese Ceann Bró) è il punto più meridionale dell'isola d'Irlanda. Si trova nella townland rurale di Mallavoge, vicino a Crookhaven, nella contea di Cork, Repubblica d'Irlanda. Si trova a 3,8 km a est di capo Mizen.
Il faro sul capo Brow è parte di un insieme di torri costruiti nel 1804 durante il Regno Unito di Gran Bretagna e Irlanda del Nord, come punto di osservazione nel timore di una possibile invasione francese. Inizialmente il segnale consisteva in un particolare sistema di bandiere e segnali di fuoco. Capo Brow, o Mallavogue, era un'area mineraria nel XIX secolo e attualmente ci sono ancora miniere e case per minatori.
Nel 1904 l'azienda di Marconi entrò in contatto coi Commissioners of Irish Lights per inserire equipaggiamento telegrafico sul Fastnet rock. L'impianto sarebbe stato trasferito a capo Brow, mantenendo a Fastnet Rock solo il ricevitore dei segnali, che venivano elaborati a capo Brow.